# Unione Calcio AlbinoLeffe
Maillots
Actualités
L’Unione Calcio AlbinoLeffe est un club italien de football basé à Albino et à Leffe, dans la Province de Bergame. Le club évolue en 2025-2026 en Serie C.

## Historique
| \| Albino Leffe \| Emplacements d'Albino et de Leffe, en Italie. |
| Albino Leffe                                                     |

### Les débuts du foot à Albino (1919-1998)
Le football fut introduit dans la vallée du Serio à la fin de la Première Guerre mondiale. Un premier club est créé à Albino en 1919, portant le nom de Circolo Sportivo Falco, du nom de l'avion du poète Gabriele D'Annunzio qui parvint à larguer des milliers de tracts nationalistes au-dessus de Vienne l'année précédente. Un second club, la Unione Sportiva Fulgor, est fondé en 1954 par le père Cristoforo Rossi et s'inscrit en Seconda Divisione Provinciale pour la saison 1957-1958, c'est-à-dire la 7e division de l'époque. Ces derniers sont promus en Seconda categoria (D6) à l'issue de la saison 1960-1961, ce qui leur permet de vivre des derbies acharnés contre Falco, relégué de Prima categoria (D5) au même moment. En 1969, Falco et Fulgor fusionnent au sein d'une structure unique appelée Polisportiva Albinese.

### La naissance de l'UC AlbinoLeffe
- 1998 - Fondation du club par la fusion de Albinese Calcio 1969 et Società Calcio Leffe 1938
- 1999 - Promotion en Serie C1
- 2001 - Victoire en coupe d'Italie de Serie C
- 2003 - Promotion en Serie B

## Palmarès et résultats

### Palmarès
| Compétitions nationales                          |
| - Coppa Italia Serie C : - Vainqueur (1) : 2002. |

### Records individuels
| Rang | Nom                     | Matches | Période              |
| ---- | ----------------------- | ------- | -------------------- |
| 1    | Mirco Poloni            | 323     | 1998-2010            |
| 2    | Ivan Del Prato          | 315     | 1998-1999, 2001-2008 |
| 3    | Pierre Giorgio Regonesi | 291     | 2001-2006, 2010-2014 |
| 4    | Ruben Garlini           | 269     | 2000-2011            |
| 5    | Damiano Sonzogni        | 263     | 1998-2006            |

| Rang | Nom               | Buts | Période   |
| ---- | ----------------- | ---- | --------- |
| 1    | Roberto Bonazzi   | 49   | 2001-2008 |
| 2    | Jacopo Manconi    | 47   | 2020-2023 |
| 3    | Marco Cellini     | 46   | 2006-2010 |
| 4    | Francesco Ruopolo | 43   | 2007-2010 |
| 5    | Christian Araboni | 39   | 1999-2005 |

## Joueurs et personnalités du club

### Présidents
Le tableau suivant présente la liste des présidents du club depuis 1998.
| Rang | Nom                    | Période   |
| ---- | ---------------------- | --------- |
| 1    | Pietro Zambaiti        | 1998-1999 |
| 2    | Gianfranco Andreoletti | 1999-     |

### Entraîneurs
Le tableau suivant présente la liste des entraîneurs du club depuis 1998.
| Rang | Nom                         | Période   |
| ---- | --------------------------- | --------- |
| 1    | Oscar Piantoni              | 1998-2001 |
| 2    | Elio Gustinetti             | 2001-2005 |
| 3    | Vincenzo Esposito           | 2005-2006 |
| 4    | Emiliano Mondonico          | 2006-2007 |
| 5    | Elio Gustinetti             | 2007-2008 |
| 6    | Armando Madonna             | 2008-2009 |
| 7    | Emiliano Mondonico          | 2009-2011 |
| 8    | Daniele Fortunato (intérim) | 2011      |

| Rang | Nom                | Période   |
| ---- | ------------------ | --------- |
| 9    | Emiliano Mondonico | 2011      |
| 10   | Daniele Fortunato  | 2011-2012 |
| 11   | Sandro Salvioni    | 2012      |
| 12   | Alessio Pala       | 2012-2013 |
| 13   | Armando Madonna    | 2013      |
| 14   | Elio Gustinetti    | 2013-2014 |
| 15   | Alessio Pala       | 2014      |
| 16   | Roberto Bonazzi    | 2014      |

| Rang | Nom                 | Période   |
| ---- | ------------------- | --------- |
| 17   | Amedeo Mangone      | 2014-2015 |
| 18   | David Sassarini     | 2015-2016 |
| 19   | Marco Sesia         | 2015-2016 |
| 20   | Michele Facciolo    | 2016      |
| 21   | Massimiliano Alvini | 2016-2018 |
| 22   | Michele Marcolini   | 2018-2019 |
| 23   | Marco Zaffaroni     | 2019-2021 |
| 24   | Michele Marcolini   | 2021-2022 |

| Rang | Nom               | Période   |
| ---- | ----------------- | --------- |
| 25   | Giuseppe Biava    | 2022-2023 |
| 26   | Claudio Foscarini | 2023      |
| 27   | Giovanni Lopez    | 2023-     |

### Joueurs emblématiques
- Andrea Belotti
- Alessandro Diamanti
- Federico Marchetti
- Ivan Pelizzoli
- Davide Possanzini
- Filippo Inzaghi
- Julien Rantier
- Karamoko Cissé

## Aspects économiques et financiers

### Équipementiers
- 1998-2001 :  Umbro
- 2001-2006 :  Legea
- 2006- :  Acerbis

### Sponsors principaux
- 1998-2006 :  Scame
- 2006-2007 :  BPU Assicurazioni
- 2007-2015 :  UBI Banca
- 2015-2021 :  Cargeas Assicurazioni,  UBI Banca
- 2021-2022 :  Intesa Sanpaolo,  Gewiss
- 2022- :  Intesa Sanpaolo,  Gewiss,  Isocell Precompressi